# Brie de Melun
Brie de Melun es un queso francés con denominación de origen protegida a nivel europeo en virtud del Reglamento (CE) n.º 1107/96 de la Comisión de 12 de junio de 1996, además de AOC en Francia. Se trata de un queso brie elaborado alrededor de la ciudad de Melun en la región de la Brie, en el departamento de Sena y Marne y en algunos municipios vecinos de los departamentos de Aude y Yonne. Toda esta zona es una meseta arcillosa .

## Historia
El brie es un queso tradicional que se elabora desde hace siglos, considerándose que el brie de Melun puede ser el más antiguo de todos ellos. 

## Denominación de origen
Obtuvo el reconocimiento como appellation d'origine contrôlée (AOC) en el año 1980, y el reconocimiento denominación de origen protegida DOP, ante la Unión Europea, en 1996.A nivel internacional, cuenta con registro como denominación de origen, conforme al Sistema de Lisboa, ante la Organización Mundial de la Propiedad Intelectual, desde el 5 de octubre de 1983.

## Elaboración
Se elabora de octubre a junio con leche cruda de vaca. Este brie es mayoritariamente de fabricación artesanal, y las queserías industriales que lo elaboran son pequeñas empresas que mantienen los procesos tradicionales. En 2007, se comercializaron 205 toneladas de brie de Melun. El periodo de maduración es más largo que el del Brie de Meaux.
La fermentación láctica pasa por dos etapas: una de 20 horas en cuvas y otra de 18 horas en barreños, antes de que la pasta cuajada sea cortada y moldeada. La temperatura de la sala donde se realiza el moldeado tiene que alcanzar 33 °C durante cuatro horas a fin de que se elimine el suero, mantenerse luego a 24 °C durante seis horas y terminar a 19 °C. Al día siguiente, se retiran los moldes y se salan los quesos que permanecerán en la sala de salado durante dos días. Los quesos se colocan entonces en una sala a 12 °C donde empieza el proceso de maduración. Al cabo de una semana, los quesos se trasladan a un frigorífico a 7 °C en el que permanecerán de uno a dos meses hasta alcanzar su punto óptimo de maduración. Cuanto más maduro el queso, más rojiza es la costra.

## Características
El brie de Melun tiene forma de cilindro plano más bien pequeño, con un peso de kilo y medio. Tiene un 45 % de materia grasa. La corteza es mohosa, fina y de color blanco con algo de rojo. La textura de la pasta es cremosa, más firme que el brie genérico, flexible más que blanda. Su color es amarillo dorado. Emana un aroma a moho. El sabor resulta suave, pero más fuerte y salado que el Brie de Meaux. Se recomienda tomarlo con vino de Borgoña, blancos (Gaillac, Santenay, Touraine) y tintos (Bourgueil, Gaillac, Pinot Noir, Santenay, Touraine). 
El brie de Melun se vende también fresco, cubierto de una fina capa de ceniza que le da su nombre: "Melun Bleu".